# Мудранов, Аслан Заудинович
Асла́н Зауди́нович Мудра́нов (род. 16 сентября 1987, Баксан, Кабардино-Балкарская АССР) — российский самбист, чемпион и призёр чемпионатов России и Европы, призёр чемпионата мира, Заслуженный мастер спорта России.

## Биография
На чемпионатах мира среди студентов становился чемпионом (2008) и вице-чемпионом (2012). В 2013 году стал вице-чемпионом Европы. А в 2014 году стал победителем чемпионата Европы. Приказом министра спорта РФ от 15 декабря 2014 г. № 177-нг удостоен почётного звания заслуженный мастер спорта России.

## Спортивные результаты
- Чемпионат России по самбо 2008 года — ;
- Чемпионат России по самбо 2012 года — ;
- Чемпионат России по самбо 2013 года — ;
- Чемпионат России по самбо 2014 года — ;
- Чемпионат России по самбо 2017 года — ;
- Чемпионат России по самбо 2020 года — ;

## Семья
Отец, Заудин Шафигович, работает шофёром-дальнобойщиком, мама, Ася Хасановна, домохозяйка. Брат, Беслан (род. 1986) занимается самбо и дзюдо, олимпийский чемпион по дзюдо, заслуженный мастер спорта России.